# Kevin Harding
Kevin Harding (born 19 tháng 3 năm 1957) là một cầu thủ bóng đá người Anh đã giải nghệ thi đấu ở vị trí hậu vệ tại Football League cho Brentford.

## Sự nghiệp thi đấu

### Brentford
Cùng với Richard Poole, Harding là một trong những cầu thủ đầu tiên được tuyển khi đội trẻ Brentford được khởi động lại vào năm 1972. Ông làm đội trưởng của đội trẻ mùa giải 1972–73 và ra sân một trận ở London Challenge Cup trước Tottenham Hotspur khi chỉ mới 15 tuổi. Harding có 3 lần ra sân ở giải vô địch trong mùa giải 1974-75 tại Division Four của The Bee. Harding was released vào mùa hè năm 1975.

### Hayes
Harding gia nhập đội bóng Hayes ở Isthmian League Division One vào mùa hè năm 1975, có 34 lần ra sân trong suốt mùa giải 1975-76.

## Thống kê sự nghiệp
| Câu lạc bộ          | Mùa giải            | Giải vô địch        | Giải vô địch | Giải vô địch | Cúp FA | Cúp FA | Cúp Liên đoàn | Cúp Liên đoàn | Tổng | Tổng |
| Câu lạc bộ          | Mùa giải            | Hạng đấu            | Trận         | Bàn          | Trận   | Bàn    | Trận          | Bàn           | Trận | Bàn  |
| ------------------- | ------------------- | ------------------- | ------------ | ------------ | ------ | ------ | ------------- | ------------- | ---- | ---- |
| Brentford           | 1973–74             | Fourth Division     | 5            | 0            | 0      | 0      | 0             | 0             | 5    | 0    |
| Brentford           | 1974–75             | Fourth Division     | 3            | 0            | 0      | 0      | 0             | 0             | 3    | 0    |
| Tổng cộng sự nghiệp | Tổng cộng sự nghiệp | Tổng cộng sự nghiệp | 8            | 0            | 0      | 0      | 0             | 0             | 8    | 0    |